# Lakmus
Lakmus (njem. Lackmus od niz. lakmoes) je smjesa prirodnih organskih bojila koja se dobiju kada se u prah smrvljeni lišajevi, ponajprije iz roda Roccella, podvrgnu vrenju u prisutnosti alkalijskih karbonata. Lakmus nanesen na vrpcu filtarskog papira mnogo se koristio kao kiselo-bazni indikator koji se u kiselome mediju oboji crveno, a u lužnatome tamno plavo (područje promjene vrijednosti pH: od 4,5 do 8,3).

## Indikatorski papir
Indikatorski papir se razlikuje ustvari kao dvije vrste indikatorskih papira. Na papir prve vrste nanesen je sloj cinkovog oksida ili smjese barijevog sulfata, kaolina i ljepila, a služi kao papir na kojem se iglom registriraju podaci o indikatorskim aparatima. U drugu vrstu indikatorskih papira ubraja se bezdrvni, nekeljeni papir impregniran indikatorskim tvarima, koje prema nekom svojstvu sredine reagiraju mijenjajući boju. Najpoznatiji indikatorski papiri jesu oni kojima se utvrđuje kiselost ili alkaličnost (lakmus papir).